# 푸조 오닉스
푸조 오닉스(프랑스어: Peugeot Onyx)는 2012년 파리 모터쇼에서 선보인 프랑스의 스포츠카 메이커인 푸조에서 생산했던 컨셉트 스포츠카이다.

## 디자인 및 성능

### 디자인
수석 설계자인 질 비달의 푸조 디자인 센터에서 디자인한 차체(오닉스 광물 모양)는 탄소 섬유와 구리 포일로 만든 장인이 손으로 제작된다. 테일라이트는 푸조 라이온의 스타일리쉬한 3개의 발톱 서명을 채택하고 팽팽한 라인(푸조 프록시마, 푸조 옥시아, 푸조 RCZ, 푸조 SR1 및 푸조 HX1에서 영감을 받음)은 미래의 푸조 2015 모델의 스타일에 영향을 미친다.

### 엔진
오닉스는 2011년 르망 프로토타입 24시 시제차량의 푸조 스포츠 V8 PSA HYbrid4-HDi-FAP 3.7L 푸조 908 엔진으로 구동되며 1,100 kg (2,400 lb)의 전비중량에 대해 누적 680hp(600 + 80)이다. 100 km/h (62 mph)에서 2.9초이고 최고 속도는 360 km/h (220 mph)이다.

## 갤러리

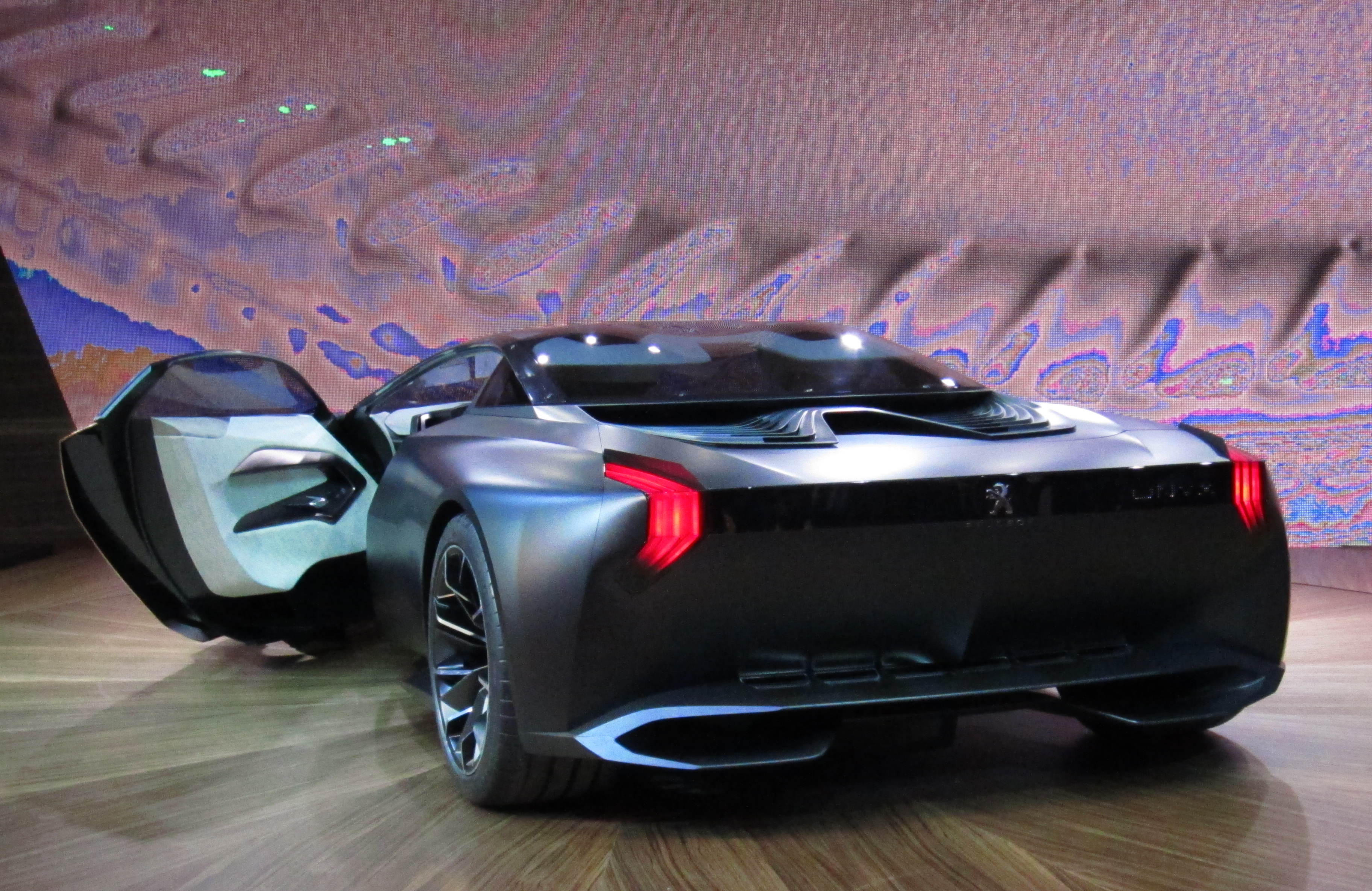
후면

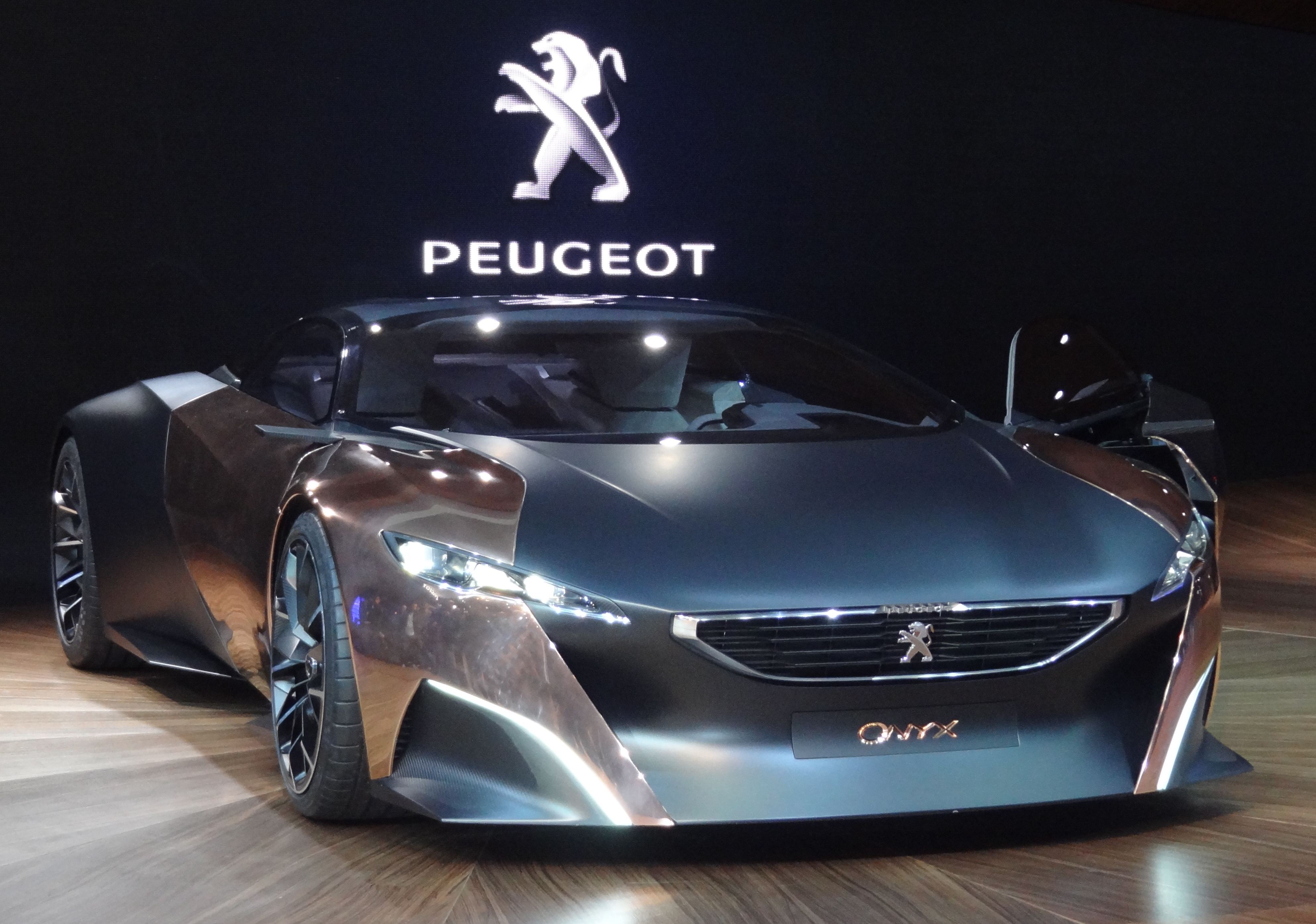
푸조 오닉스의 전면부

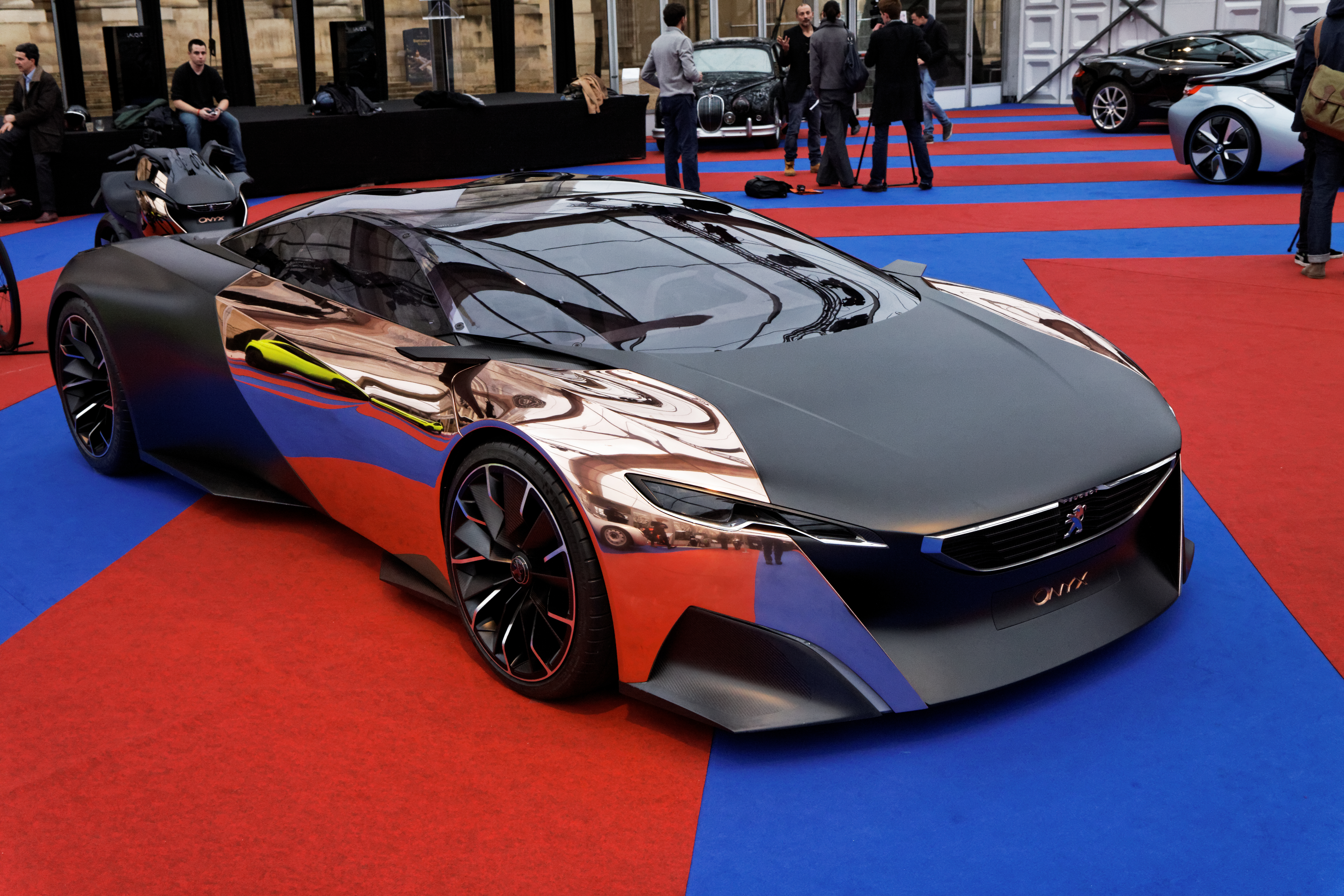
페스티벌 자동차 인터내셔널 2013에서 공개된 푸조 오닉스

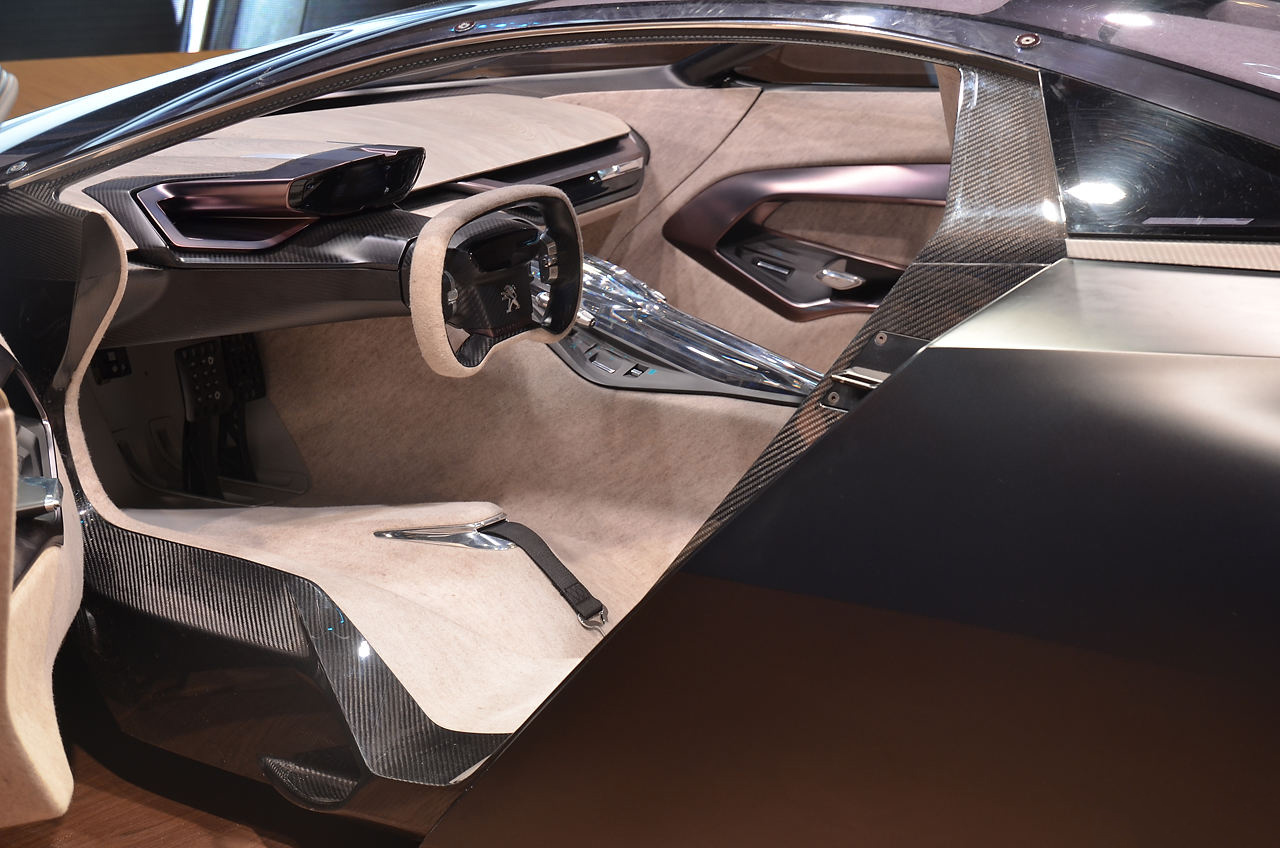
내부

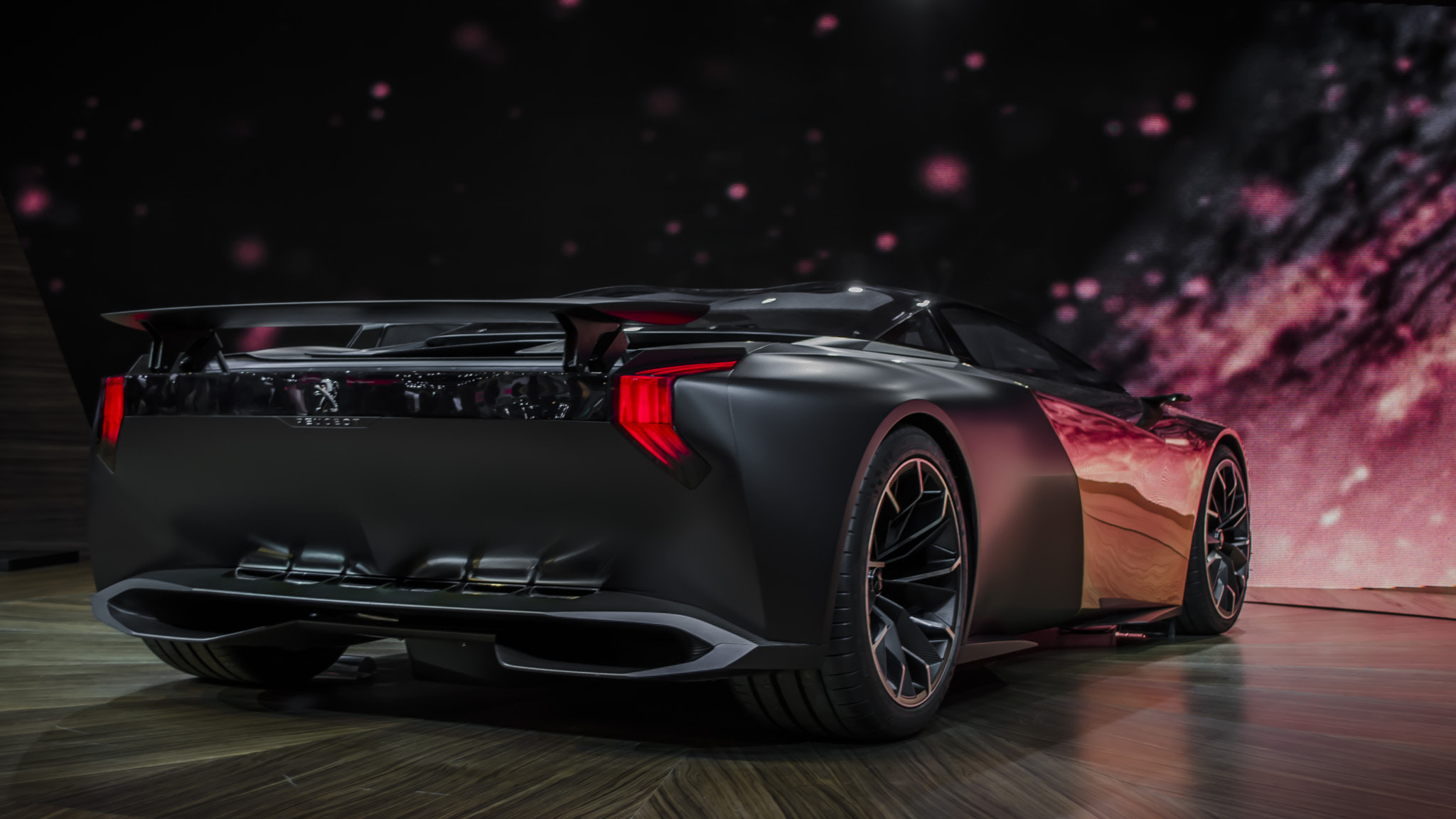
r액티브 리어 윙을 올린 후면부

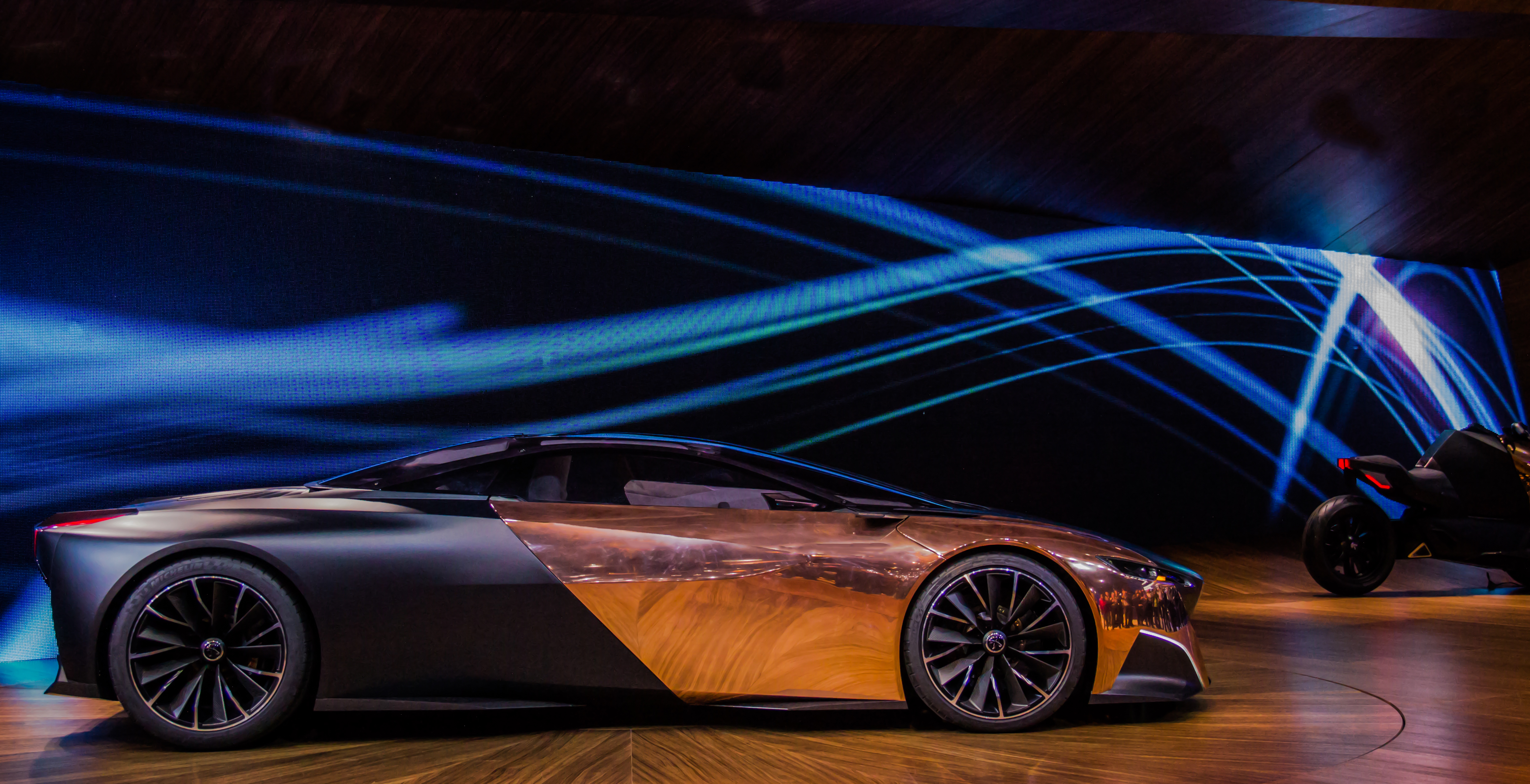
옆면

## 비디오 게임에서의 등장
- 아스팔트 8: 에어본
- 아스팔트 9: 레전드